# 内环路 (广州)
内环路（英語：Inner Ring Road），是位于中国广州市中心的一条环形快速路，A线为为逆时针行车，B线为顺时针行车。全长26.7公里，其中高架路20.26公里，大部分路段是双向6车道，设计时速60公里，总投资62.88亿元。全线共设有74个出入口，并有7条放射线与环城高速相连接。由于其环绕广州市交通拥挤、人口密集、商业活動繁榮的城市中心区域，是广州极其重要的交通干线。

## 兴建历史

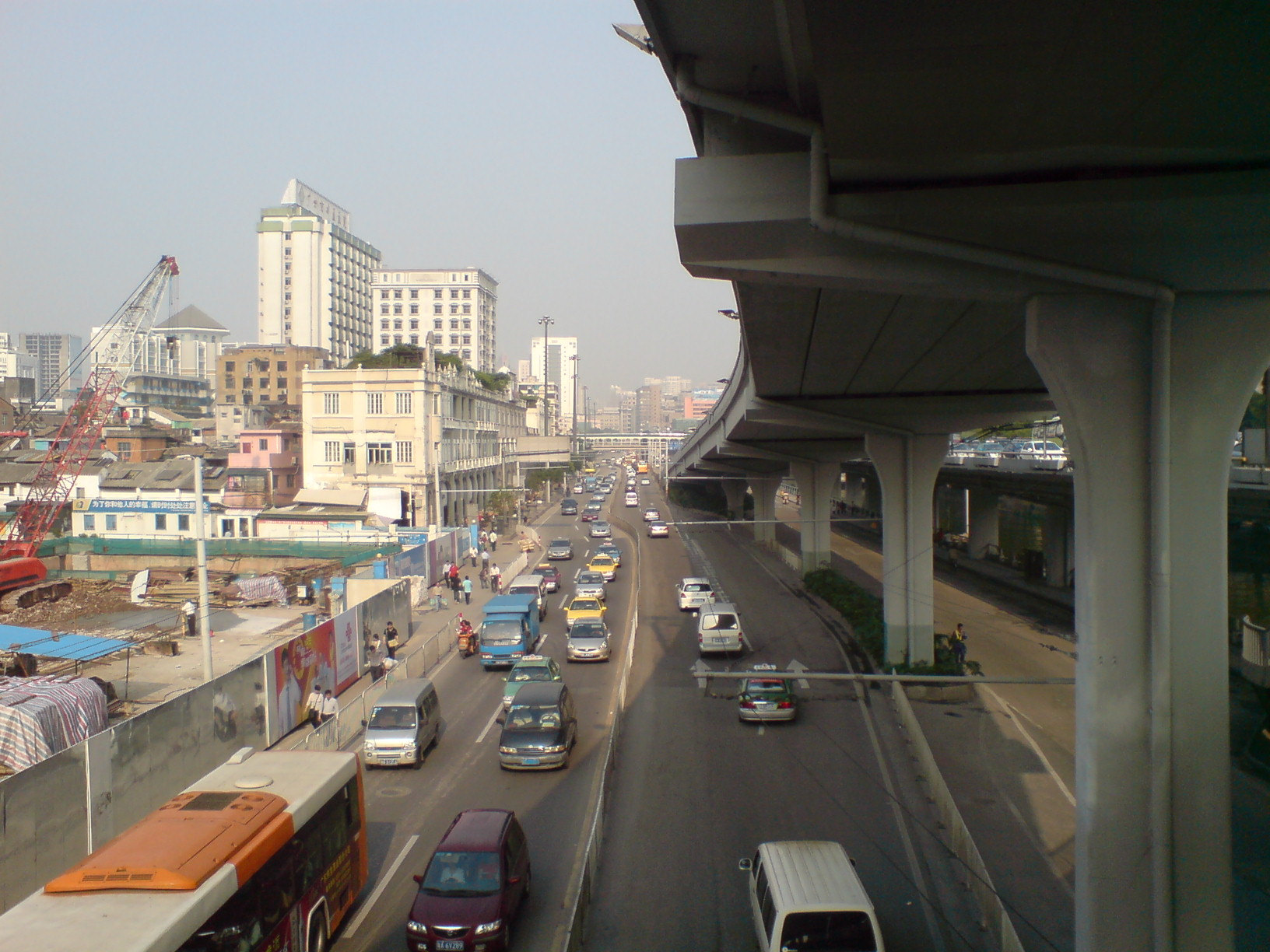
内环路六二三路下桥位

20世纪90年代以来，广州经济持续快速地增长，交通压力不断加剧，严重影响了广州的城市发展。为此，加快城市交通的发展，就成了迫切需要。1993年，广州市政府与世界银行合作，开展《广州市交通规划研究》，并在1994年6月发布了最终报告，确立了交通发展的策略。其后广州市交通规划研究所与英国MVA公司、柏诚公司、森兰郭斯公司以及英国交通与道路研究所的交通专家共同完成了《广州市中心区交通改善实施方案》，提出「建设连续性、高通行能力的内环快速路」的建议。
工程于1997年12月25日动工，总投资62.88亿元，其中包括世界银行的2亿美元贷款。共清拆建筑66万平方米，搬迁1.2万居民。最后于2000年1月9日建成通车。
2010年，内环路进行全线大修工程，包括重铺桥面沥青、更换桥面伸缩缝、改善排水设施以及指示路牌。

## 路线走向

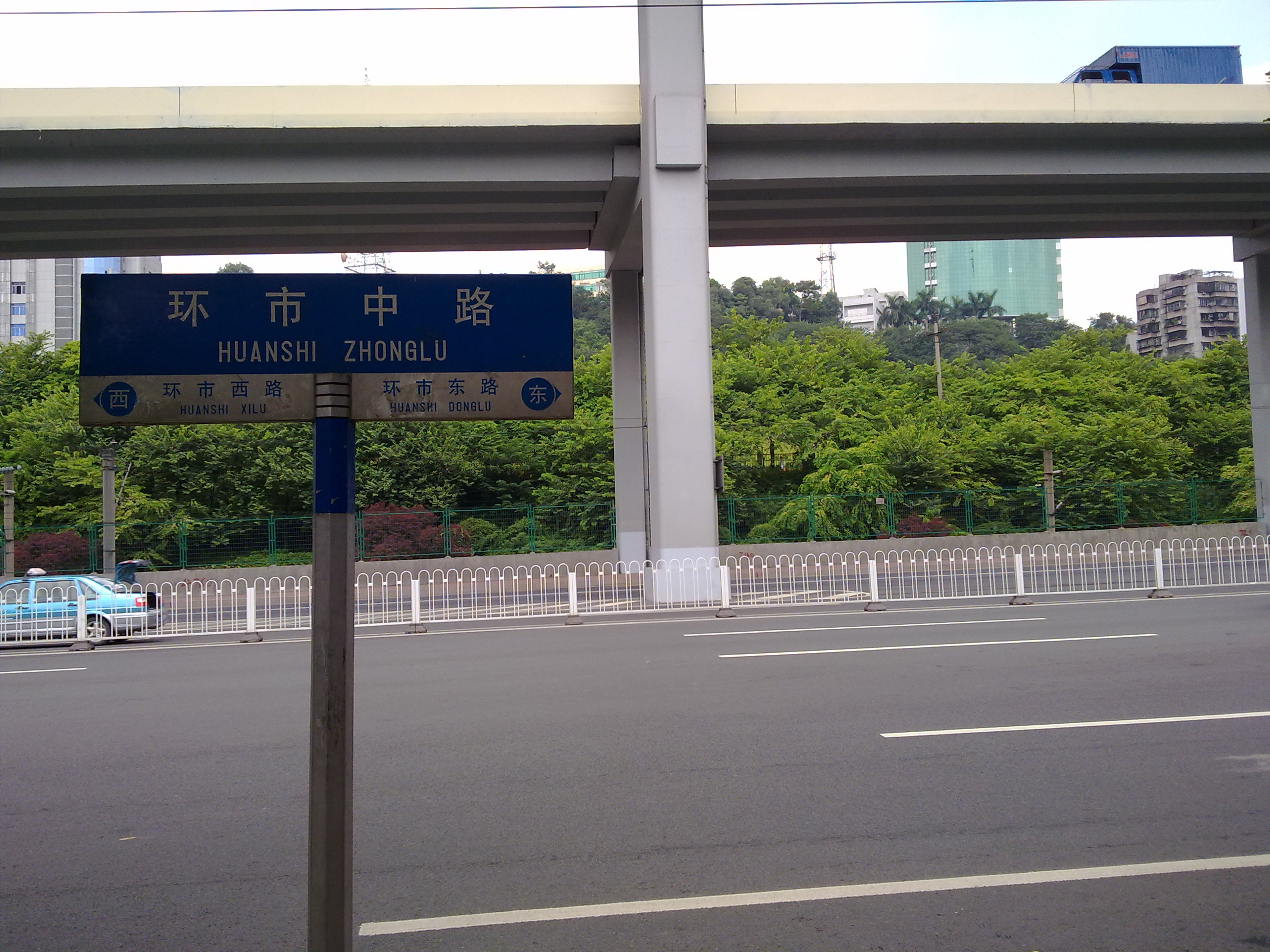
内环路环市西路段 高架分两层布置

内环路西起环市路，经过恒福路到永福路，转梅东路与中山一路相接后向西，跨越东山口，然后分两条线路分别经过江湾大桥和海印大桥，然后汇合，经南田路转入工业大道，过人民桥与六二三路闭合成环。
除主线外，内环路还有7条放射线与环城高速相连接。分别为：
- 花地大道放射线
- 广佛放射线
- 增槎路放射线
- 广园、广花放射线
- 广汕放射线
- 黄埔大道放射线
- 东晓南放射线

## 出口分布及连接道路
A线有17个出口（A5出口尚未开通），B线有19个出口，其分布如下：
| 里程                                                                                         | 类型                    | 名称                    | 连接                                              | 说明                                                                             |
| 内环路A线（逆时针方向）                                                                      | 内环路A线（逆时针方向） | 内环路A线（逆时针方向） | 内环路A线（逆时针方向）                           | 内环路A线（逆时针方向）                                                          |
| -------------------------------------------------------------------------------------------- | ----------------------- | ----------------------- | ------------------------------------------------- | -------------------------------------------------------------------------------- |
|                                                                                              | 出入口                  | A1                      | 环市西路 人民北路                                 | 广州站 广东省汽车客运站 广州汽车客运站                                           |
|                                                                                              | 出入口                  | A2                      | 环市西路 南岸路                                   |                                                                                  |
|                                                                                              | 出入口                  | A3                      | 广清高速公路 广州环城高速公路 0增槎路 0金沙洲大桥 |                                                                                  |
|                                                                                              | 出入口                  | A4                      | 广佛放射线                                        | 可前往大坦沙、芳村、佛山市 未来可前往广佛新干线、 广州环城高速公路西环           |
|                                                                                              | 出入口                  | A5                      | 如意坊隧道                                        | 可前往芳村（出入口匝道已预留，隧道建设中）                                       |
|                                                                                              | 出入口                  | A6                      | 黄沙大道 珠江隧道                                 |                                                                                  |
|                                                                                              | 出入口                  | A7                      | 六二三路 人民桥 西堤二马路                        |                                                                                  |
|                                                                                              | 出入口                  | A8                      | 洲头咀隧道                                        |                                                                                  |
|                                                                                              | 出入口                  | A9                      | 工业大道                                          |                                                                                  |
|                                                                                              | 出入口                  | A10                     | 南田路 江南大道                                   |                                                                                  |
|                                                                                              | 出入口                  | A11                     | 海印大桥 东晓南路 新港路                          | 通过东晓南路高架 可前往 广州环城高速公路南环、 广州国际会议展览中心、 海珠客运站 |
|                                                                                              | 出入口                  | A12                     | 东濠涌高架                                        |                                                                                  |
|                                                                                              | 出入口                  | A13                     | 达道路 寺右新马路                                 |                                                                                  |
|                                                                                              | 出入口                  | A14                     | 黄埔大道 广州大道                                 | 珠江新城                                                                         |
|                                                                                              | 出入口                  | A15                     | 先烈路                                            |                                                                                  |
|                                                                                              | 出入口                  | A16                     | 广园路 广园快速路                                 |                                                                                  |
|                                                                                              | 出入口                  | A17                     | 恒福路                                            |                                                                                  |
|                                                                                              | 出入口                  | A18                     | 广州机场高速公路 广州环城高速公路北环 0机场路     | 白云新城                                                                         |
|                                                                                              | 出入口                  | A19                     | 环市路 解放北路 三元里大道                        |                                                                                  |
| 1.000 英里 = 1.609 千米；1.000 千米 = 0.621 英里 并行路段 • 已关闭／取消 • 限制进入 • 未开放 |                         |                         |                                                   |                                                                                  |

| 里程                                                                                         | 类型                    | 名称                    | 连接                                              | 说明                                   |
| 内环路B线（顺时针方向）                                                                      | 内环路B线（顺时针方向） | 内环路B线（顺时针方向） | 内环路B线（顺时针方向）                           | 内环路B线（顺时针方向）                |
| -------------------------------------------------------------------------------------------- | ----------------------- | ----------------------- | ------------------------------------------------- | -------------------------------------- |
|                                                                                              | 出入口                  | B1                      | 环市西路                                          | 广州站 广东省汽车客运站 广州汽车客运站 |
|                                                                                              | 出入口                  | B2                      | 广州机场高速公路 广州环城高速公路 0广园西路       |                                        |
|                                                                                              | 出入口                  | B3                      | 环市中路 小北路                                   |                                        |
|                                                                                              | 出入口                  | B4                      | 东濠涌高架 麓湖路                                 |                                        |
|                                                                                              | 出入口                  | B5                      | 恒福路                                            |                                        |
|                                                                                              | 出入口                  | B6                      | 广州环城高速公路 0广汕公路 广园快速路 0永福路     |                                        |
|                                                                                              | 出入口                  | B7                      | 梅东路 环市东路                                   |                                        |
|                                                                                              | 出入口                  | B8                      | 黄埔大道 广州大道                                 | 珠江新城                               |
|                                                                                              | 出入口                  | B9                      | 东湖路 海印大桥                                   |                                        |
|                                                                                              | 出入口                  | B10                     | 东华南路                                          |                                        |
|                                                                                              | 出入口                  | B11                     | 滨江中路                                          |                                        |
|                                                                                              | 出入口                  | B12                     | 江南大道                                          |                                        |
|                                                                                              | 出入口                  | B13                     | 南田路                                            |                                        |
|                                                                                              | 出入口                  | B14                     | 洲头咀隧道                                        |                                        |
|                                                                                              | 出入口                  | B15                     | 人民路高架                                        |                                        |
|                                                                                              | 出入口                  | B16                     | 珠江隧道 六二三路                                 |                                        |
|                                                                                              | 出入口                  | B17                     | 珠江大桥 南岸路                                   |                                        |
|                                                                                              | 出入口                  | B18                     | 广清高速公路 广州环城高速公路 0增槎路 0金沙洲大桥 |                                        |
|                                                                                              | 出入口                  | B19                     | 东风西路                                          |                                        |
| 1.000 英里 = 1.609 千米；1.000 千米 = 0.621 英里 并行路段 • 已关闭／取消 • 限制进入 • 未开放 |                         |                         |                                                   |                                        |

## 未来发展
内环路还剩下1个出口尚未建成，是A5出口，其出口连接未来将规划建设的如意坊隧道，可以前往芳村地区，该隧道于2018年7月18日动工，预计2025年完工通车。

## 现实影响

### 正面

#### 交通
内环路建成后，承担了中心城区约20%的交通流量，极大舒缓了广州的交通压力。作为一条快速路，它替代了过往主干道所承担的长距离跨区的作用，使例如环市路、东风路几条主干道的交通压力减低。

#### 城市发展
内环路的兴建使到大量的居民搬迁到芳村、同德围等郊区居住，促进了新区的发展，促进了城市空间结构的优化。沿线交通便利的因素也有利于房地产、商业。金融业的发展。

### 负面

#### 设计缺陷
中国内地的道路行车方向为右侧，正常情况下内环路的出口处于道路的右侧，但由于内环路下方道路的限制，某些出入口设置在左侧，容易造成碰撞事故。此外，内环路的弯道、上下坡非常多，转弯半径也很小。
2008年6月广州交警发布限速令，规定内环路的最高时速确定为60公里，转弯和出入口位置限定时速为30至40公里。部分广州市民认为限速标准过低，降低了内环路的通行效率。广州警方则回应称内环路并非快速路，因其设计标准与住建部发布的《城市道路工程设计规范》中主干路的定义吻合而采取60公里/小时的限速标准，此言论又引发当地市民对快速路定位模糊的争议。南方日报亦曾撰写报道，援引济南道路限速的标准催促有关部门提高限速。
警方虽然在内环路上安装了数对电子眼，但长期以来并未对车辆的超速行为进行开罚。因此内环路实际车速常超过时速60公里的限制，更不时有违法飙车的行为发生（特别是深夜，例如2024年10月的深夜飙车事件）。

#### 噪音及空气污染
内环路离居民住宅最近处仅数米，沿线居民受到极大的噪音滋扰，有居民说：“高架桥如果离家再近一点点，我每天下班就可以从桥上直接爬回家了！”。据有关部门统计，广州受高架路噪音污染的居民高达数万户。汽车行驶带来的一氧化碳、氮氧化物等污染源使沿线道路的空气质素比兴建之前大幅下降。

#### 城市景观
内环路下面的道路长期没有阳光照射，对生态环境有一定影响，道路的压抑感也大大增加。
内环路经过的六二三路，沿街的骑楼被全部拆除，并且对路面进行大幅拓宽，令清末以来因沙基涌两岸分属华界与租界而形成的华洋建筑对景从此消失。